# Menslage

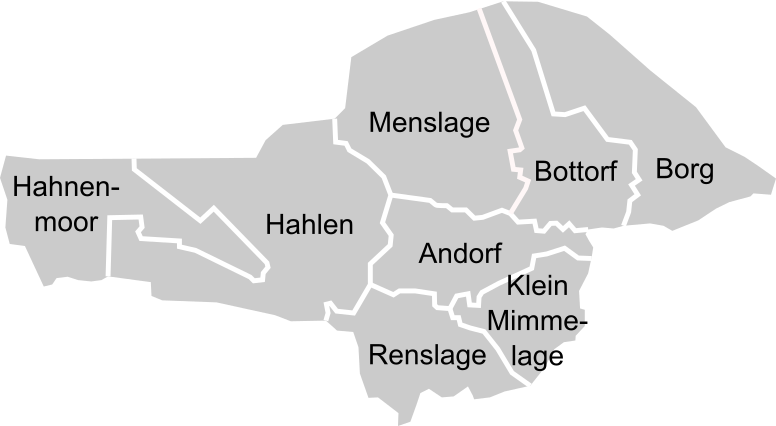
Ortsteile Menslage

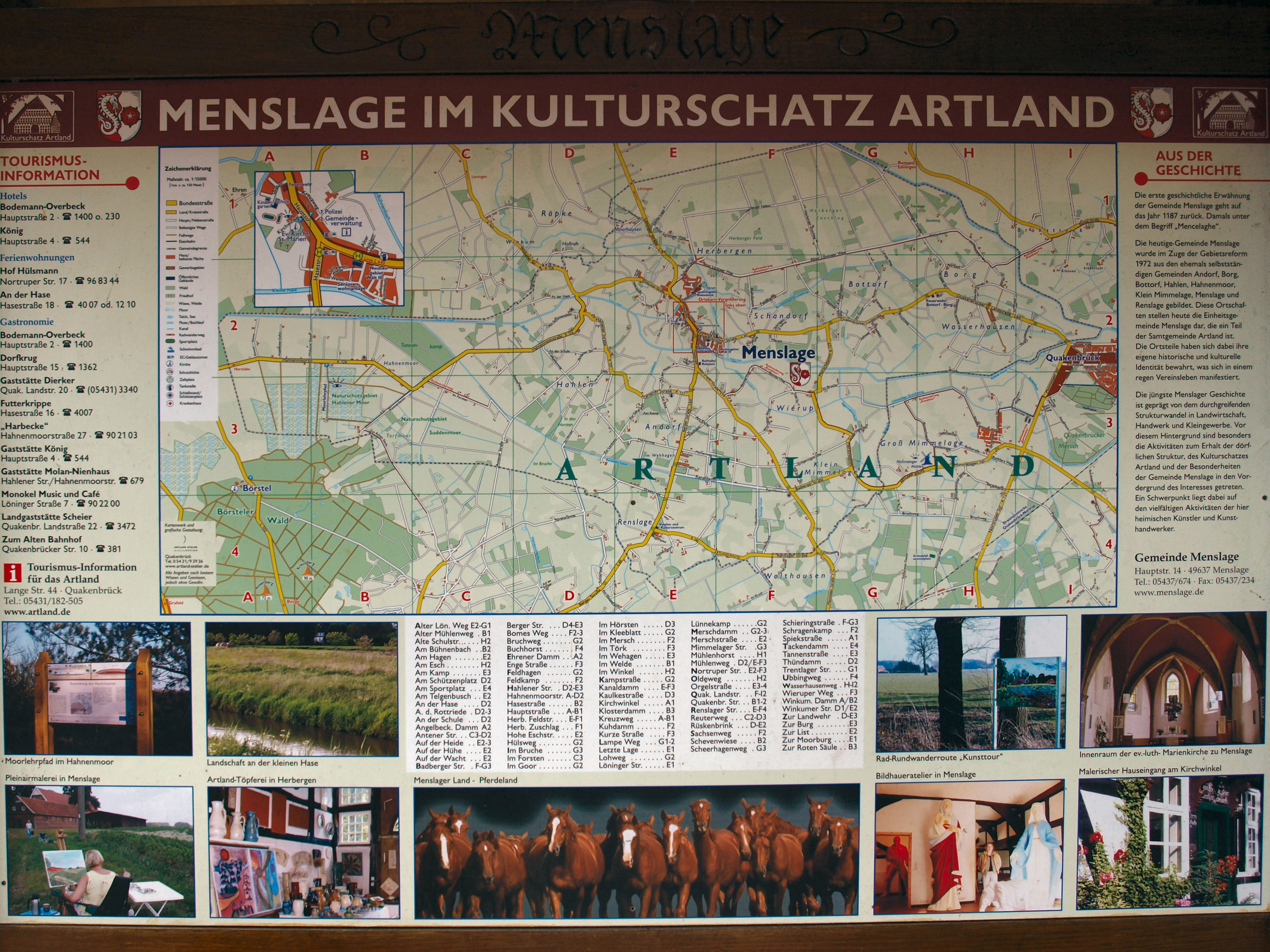
Ortsplan

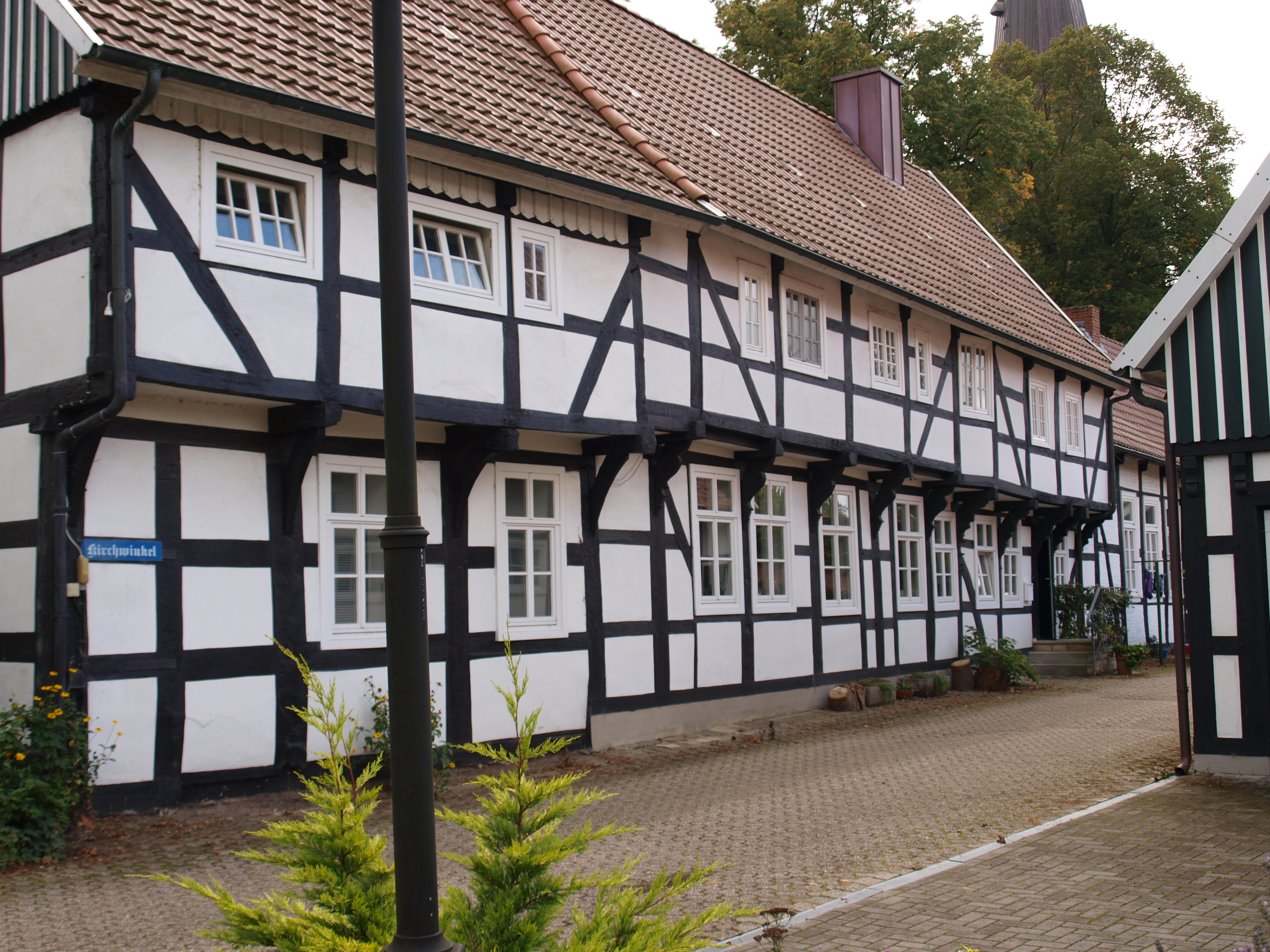
Kirchwinkel

Menslage ist eine Mitgliedsgemeinde der Samtgemeinde Artland im Norden des Landkreises Osnabrück in Niedersachsen und liegt im Artland als Teil des Erholungsgebiets Hasetal.
Zum Kirchspiel Menslage gehören die Bauerschaften Andorf, Borg, Bottorf, Hahlen, Hahnenmoor, Herbergen, Klein Mimmelage, Renslage, Schandorf, Wasserhausen und Wierup.

## Geografie

### Geografische Lage
Menslage liegt im Norden des Artlands am Übergang zum Oldenburger Münsterland. Die Kleine Hase durchfließt das Gemeindegebiet von Osten nach Westen und ist westlich des Gemeindeteils Menslage als Hahnenmoorkanal kanalisiert.

### Gemeindegliederung
Menslage besteht aus den 1972 eingemeindeten ehemaligen Gemeinden:
- Menslage
- Andorf
- Borg
- Bottorf
- Hahlen
- Hahnenmoor
- Herbergen
- Klein Mimmelage
- Renslage
- Schandorf
- Wasserhausen
- Wierup

### Nachbargemeinden
Menslage grenzt im Osten an Quakenbrück und Badbergen, im Süden an Nortrup, Kettenkamp, Eggermühlen und Berge, im Westen an Herzlake (Landkreis Emsland) sowie im Norden an Löningen und Essen (Oldenburg) (beide Landkreis Cloppenburg).

### Klima
Gemäßigtes Seeklima beeinflusst durch feuchte Nordwestwinde von der Nordsee. Im langjährigen Mittel erreicht die Lufttemperatur in Menslage 8,5–9,0 °C und es fallen ca. 700 mm Niederschlag. Zwischen Mai und August kann mit durchschnittlich 20–25 Sommertagen (klimatologische Bezeichnung für Tage, an denen die Maximaltemperatur 25 °C übersteigt) gerechnet werden.

## Geschichte
Menslage wurde 1188 erstmals als Mencelage erwähnt. Im Jahr darauf fanden sich die Schreibweisen Menkelage oder Mencelaghe und um 1350 Menslaghe; seit 1442 ist die heutige Schreibweise üblich. Die Namensherkunft unterliegt verschiedenen Deutungen. Während man zunächst annahm, Menslage bedeute eine mit Minze bewachsene Niederung, was im feuchten und fruchtbaren Urstromtal der Hase durchaus denkbar wäre, geht man heute davon aus, dass der Name mit dem Meyerhof zu Menslage zu tun hat, der noch heute existiert und vermutlich aus einem um 800 erbauten fränkischen Königs- oder Wehrhof entstanden ist.
Möglicherweise waren die ersten Bewohner „Menken“ oder „Mensken“ – wie früher Mönche genannt wurden – und dass man ihre Behausung Menkelage nannte, woraus sich Menslage entwickelt haben könnte. Nachgewiesen ist jedenfalls, dass zur Zeit Karls des Großen Mönche beim Bau dieses Meyerhofes sowie eines Heerlagers im heutigen Ortsteil Herbergen tätig waren.
Eine weitere Deutung bezieht sich schließlich auf das Ministerialengeschlecht derer zu Menslage, das zur Dienstmannschaft der Grafen Otto und Johann von Oldenburg gehörte, denen wiederum besagter Meyerhof um 1245 gehörte und die auf dem weitläufigen Grund des Meyerhofs ein Zisterzienserkloster stifteten, das zunächst den Namen „Rosenthal“ trug und 1252 von Menslage in den Börsteler Wald zog und aus dem wiederum das heutige, freiweltliche Damenstift Börstel hervorging. Die erste Kunde über einen Besitzer des Meyerhofes bringt eine Quakenbrücker Urkunde aus dem Jahre 1486, worin ein Meyer tho Menslage genannt wird – eventuell ein Mitglied dieses Ministerialengeschlechts.
Die Marienkirche in der Ortsmitte wurde 1247 von den Grafen zu Oldenburg auf Erlaubnis des Abts des Klosters Corvey gegründet. Damit erfolgte die Abpfarrung von der Mutterkirche in Löningen und das Kirchspiel Menslage war entstanden. Die im frühgotischen Stil aus Raseneisenstein erbaute Kirche wurde zunächst ohne Turm errichtet, der erst 1579 nachträglich angebaut wurde und für den Ueffelner Sandstein verwendet wurde. Rund um den an der Nordseite der Kirche gelegenen Friedhof wurden Speicher aus Felssteinen errichtet, die von der Bevölkerung zur Getreidelagerung genutzt wurde. So entstand ein abgeschlossener Platz, der nur durch zwei Eingänge zugänglich war: Die Andorfer und die Herberger Pforte. Bei Kriegsgefahr retteten sich die Einwohner an diesen gesicherten Platz. Mit der Zeit verloren die Speicher ihre Bedeutung, weil die Bauern es vorzogen, das wertvolle Getreide an sicheren Plätzen auf ihren eigenen Höfen zu lagern; einer der alten Speicher wurde zum Ratsspeicher umgebaut, in dem künftig der Kirchenvorstand tagte und aus den anderen entstanden Wohn- und Arbeitsräume, hauptsächlich Werkstätten der Kirchhöfer und Wördener.
Am Nachmittag des 15. September 1852 wurde der Bauerschaften Schandorf und Herbergen sowie der heutige Bippener Ortsteil Ohrte von einer Windhose heimgesucht.
Bis zum 30. Juni 1972 gehörten Menslage und alle Ortsteile dem Landkreis Bersenbrück an und gelangten nach dessen Auflösung zum neuen Landkreis Osnabrück.

### Einwohnerentwicklung

Bevölkerungsentwicklung in Menslage seit 1987

Die folgende Übersicht zeigt die Einwohnerzahlen von Menslage im jeweiligen Gebietsstand und jeweils am 31. Dezember.
Bei den Zahlen handelt es sich um Fortschreibungen des Landesbetriebs für Statistik und Kommunikationstechnologie Niedersachsen auf der Basis der Volkszählung vom 25. Mai 1987.
Bei den Angaben aus den Jahren 1961 (6. Juni) und 1970 (27. Mai) handelt es sich um die jeweiligen Volkszählungsergebnisse.
| Jahr | Einwohner |
| ---- | --------- |
| 1961 | 2965      |
| 1970 | 2905      |
| 1987 | 2434      |
| 1990 | 2433      |
| 1995 | 2693      |
| 2000 | 2649      |
| 2005 | 2546      |
| 2010 | 2509      |
| 2011 | 2534      |
| 2015 | 2462      |
| 2017 | 2441      |
| 2018 | 2418      |

## Kultur und Sehenswürdigkeiten
siehe auch: Liste der Baudenkmale in Menslage

## Religion
Die Bevölkerung der Gemeinde ist überwiegend traditionell evangelisch geprägt. Im Zentrum der Gemeinde befindet sich die evangelisch-lutherische Kirche St. Marien.

## Politik

### Gemeinderat
Der Gemeinderat hat gegenwärtig 13 Mitglieder. Dies ist die festgelegte Anzahl für eine Mitgliedsgemeinde einer Samtgemeinde mit einer Einwohnerzahl zwischen 2.001 und 3.000 Einwohnern. Die Ratsmitglieder werden durch eine Kommunalwahl für jeweils fünf Jahre gewählt. Die aktuelle Amtszeit begann am 1. November 2021 und endet am 31. Oktober 2026.
Die folgende Tabelle zeigt die Kommunalwahlergebnisse seit 1996.
| 2021–2026 | 52,2 | 7 | 29,2 | 4 | 10,9 | 1 | 7,7 | 1 | –   | – | 100 | 13 | 63,23 |
| 2016–2021 | 44,3 | 6 | 34,6 | 4 | 8,9  | 1 | 5,8 | 1 | 6,7 | 1 | 100 | 13 | 63,46 |
| 2011–2016 | 53,9 | 7 | 32,9 | 4 | 7,6  | 1 | 5,6 | 1 | –   | – | 100 | 13 | 65,05 |
| 2006–2011 | 43,0 | 5 | 47,5 | 6 | 5,0  | 1 | 4,6 | 1 | –   | – | 100 | 13 | 69,3  |
| 2001–2006 | 47,5 | 6 | 44,0 | 7 | 3,6  | 0 | 4,9 | 0 | –   | – | 100 | 13 | 68,0  |
| 1996–2001 | 53,1 | 8 | 33,7 | 5 | 6,6  | 0 | 6,6 | 0 | –   | – | 100 | 13 | 69,5  |
| Prozentanteile gerundet. Quellen: Landesbetrieb für Statistik und Kommunikationstechnologie Niedersachsen, Landkreis Osnabrück. Bei unterschiedlichen Angaben in den genannten Quellen wurden die Daten des Landesbetriebes für Statistik und Kommunikationstechnologie verwendet, da diese eine insgesamt höhere Plausibilität aufweisen. ___________________________ 1 2016: Eckelt |      |   |      |   |      |   |     |   |     |   |     |    |       |

### Bürgermeister
- seit 2020 Doris Schmidt (SPD)[11]
- 2011–2020 Jürgen Kruse (SPD)
- 2010–2011 Max Eckelt (CDU)
- 2001–2010 Dirk Kopmeyer (CDU)[12]
- 1992–2001 Werner Osing (SPD)[13]
- 19??–1992 Dieter See (SPD)

### Städtepartnerschaften
- Gietrzwałd (deutsch Dietrichswalde), Powiat Olsztyński, Woiwodschaft Ermland-Masuren, Polen

### Verkehr
Menslage war von 1904 bis 1952 an die Kleinbahn Lingen–Berge–Quakenbrück angeschlossen.
Die Busse der Verkehrsgemeinschaft Osnabrück stellen im Stundentakt eine Anbindung her von Menslage nach Quakenbrück zum Bahnhof (mit Zuganschluss nach Osnabrück und Oldenburg) sowie nach Fürstenau.
Der Ort liegt an der Ferienstraße Artland-Route.

## Söhne und Töchter der Stadt
- Johann Hermann Möhlenkamp (1836 in die USA ausgewandert), Urururgroßvater von Taylor Swift[14]
- Bernhard Möllmann (* 10. September 1832; † 30. Dezember 1897), Politiker, Oberbürgermeister von Osnabrück, Mitglied des Preußischen Herrenhauses
- Gustav Möllmann (* 8. Februar 1851; † 20. Januar 1919), Apotheker und Botaniker
- Friedrich Wachhorst de Wente (* 23. Februar 1863 in Bottorf; † 16. Februar 1939 in Groß Mimmelage), Politiker DDP bzw. Deutsche Staatspartei.
- Margarete zur Bentlage (* 24. März 1891; † 16. Februar 1954 in Garmisch-Partenkirchen), Schriftstellerin